# Coming Home (album)
Pour les articles homonymes, voir Coming Home.
 (septembre 2016).
Si vous disposez d'ouvrages ou d'articles de référence ou si vous connaissez des sites web de qualité traitant du thème abordé ici, merci de compléter l'article en donnant les références utiles à sa vérifiabilité et en les liant à la section « Notes et références ».
Albums de Pain
You Only Live Twice
(2011)
Coming Home est le huitième album produit par le groupe de metal industriel suédois Pain, sorti le 9 septembre 2016 en Europe sur le label Nuclear Blast Records.

## Liste des titres
| 1.    | Designed to Piss You Off          | 3:53 |
| 2.    | Call Me (featuring Joakim Brodén) | 4:13 |
| 3.    | A Wannabe                         | 4:15 |
| 4.    | Pain in the Ass                   | 4:06 |
| 5.    | Black Knight Satellite            | 3:40 |
| 6.    | Coming Home                       | 4:43 |
| 7.    | Absinthe-Phoenix Rising           | 3:42 |
| 8.    | Final Crusade                     | 3:55 |
| 9.    | Natural Born Idiot                | 4:17 |
| 10.   | Starseed                          | 4:45 |
| 41:21 |                                   |      |

Vinyl Side A
Me Against The Universe
Vinyl Side B
My Angel (featuring Cecile Simeone)